# 前23年
| 千纪： | 前1千纪 |
| 世纪： | 前2世纪 \| 前1世纪 \| 1世纪                                                                                |
| 年代： | 前50年代 \| 前40年代 \| 前30年代 \| 前20年代 \| 前10年代 \| 前0年代 \| 0年代                               |
| 年份： | 前28年 \| 前27年 \| 前26年 \| 前25年 \| 前24年 \| 前23年 \| 前22年 \| 前21年 \| 前20年 \| 前19年 \| 前18年 |
| 纪年： | 西汉阳朔二年                                                                                               |

## 大事记
- 屋大维第十一次成为罗马执政官。

## 逝世
- 劉康，漢朝定陶王。
- 張忠，漢朝御史大夫。
- 屋大维娅的马塞卢斯，屋大维的外甥。
- 當麻蹴速，日本相扑之祖神。